# Българско дружество за връзки с обществеността
Българското дружество за връзки с обществеността (БДВО), основано през 1996 г., е най-голямата организация на практикуващите връзки с обществеността в България. Основната цел на създателите му е да се обединят занимаващите се с PR в България, като се създадат ясни правила за дейността, членството и квалификацията на практикуващите професията. Това е неправителствена организация, в която членуват по собствено желание специалисти или преподаватели от областите комуникации, маркетинг и реклама. Една от основните функции на организацията е да популяризира PR и да следи за подобряването на професионалната квалификация, посредством създаването на информационна мрежа.
БДВО е член на Европейската PR конфедерация (CERP) и на Global Alliance и си сътрудничи с множество международни професионални организации.
Седалището на БДВО се намира в град София.

## Дейности
- да обединява PR-специалистите в България;
- самостоятелно и в сътрудничество със сродни (национални и международни) организации да работи за утвърждаване на високо ниво на професионални и етични стандарти в PR-практиката;
- да работи за разгръщане на професионалните връзки между академичното образование и практиката, за подпомагане развитието на PR като самостоятелна научна и практико-приложна област.

## Основни документи
Основните документи на Българското дружество на връзки с обществеността са:
1. Уставът на БДВО, приет при създаването на БДВО. Неговата основна функция е да показва промените, които се приемат на Общото събрание на организацията;
2. Етичен кодекс на ПР специалистите в България – приет на 7 юли 2005 г., разработен съвместно с Асоциация на ПР Агенциите (БАПРА), Асоциация ИМАГИНЕС и членовете на IPRA в България.

## Ръководни органи
Ръководните органи на БДВО са:
- Общо събрание на БДВО, върховен орган на дружеството;
- Управителен съвет, съставен от седем души с постоянно членство в организацията от поне две години – председател, зам. председател и други членове;
- Комисия по професионална етика с трима членове, различни от тези в Управителния съвет.